# Jörgen Schmidtchen
Jörgen Schmidtchen, né le 28 juin 1941 à Leipzig et assassiné le 18 avril 1962 en patrouille sur le Mur de Berlin entre Potsdam et Berlin Ouest, est un soldat des troupes frontalières de la Nationale Volksarmee, l'armée de la République démocratique allemande (Allemagne de l'Est, RDA). Premier soldat à être tué par des transfuges qui passent le mur vers l'Ouest, il est célébré comme martyr par la RDA. 

## Jeunesse
Jörgen Schmidtchen grandit dans sa ville natale de Leipzig, dans l'État de Saxe, qui fait partie de la RDA à partir de 1949. Après ses études secondaires, il devient apprenti en galvanisation (l'utilisation du zinc comme anticorrosif). Il devient employé d'une entreprise industrielle publique à Ludwigsfelde, à quelques kilomètres au sud de Berlin. Il est alors un jeune militant du Parti socialiste unifié.

## Garde frontalier et décès
À l'âge de 19 ans, il s'engage dans la police militaire frontalière. Il est stationné à la surveillance de la frontière entre la ville est-allemande de Potsdam et Berlin-Ouest. Le Mur de Berlin y est érigé à partir de 1961. La nuit du 17 au 18 avril 1962 il patrouille avec un collègue dans les stations fermées du S-Bahn (réseau ferroviaire régional) qui reliaient précédemment Potsdam à Berlin, et leurs environs. À 2h30 du matin ils croisent ce qu'ils pensent être une autre patrouille de deux hommes. Schmidtchen s'approche d'eux de manière décontractée et entame la conversation. Les deux hommes sont des déserteurs de la Nationale Volksarmee en train de passer illégalement la frontière ; l'un d'eux, Peter Böhme, ouvre le feu. Jörgen Schmidtchen est tué sur le coup. Son collègue riposte, et Böhme est tué à son tour ; le second déserteur parvient à s'échapper et à rejoindre Berlin-Ouest.
Schmidtchen est promu au grade de sergent à titre posthume le lendemain. Il est inhumé à Leipzig avec les honneurs militaires. Au cours des années qui suivent, plusieurs rues et écoles portent son nom, dont un collège polytechnique à Potsdam. Un mémorial lui est érigé ; les autorités est-allemandes déclarent qu'il est mort en héros du socialisme, dans l'exercice de son devoir pour « protéger la liberté ». Sept autres soldats est-allemands du Mur de Berlin après lui seront tués dans l'exercice de leurs fonctions entre 1962 et 1980.